# Doryphora
Doryphora is een geslacht uit de familie Atherospermataceae. Het geslacht telt vier soorten, waarvan er twee endemisch zijn in Australië.

## Soorten
- Doryphora aromatica (Bailey) L.S.Sm.
- Doryphora sassafras Endl.
- Doryphora austro-caledonica Seem.
- Doryphora vieillardi Baill.

Atherosperma · 
Daphnandra · 
Doryphora · 
Dryadodaphne · 
Laurelia · 
Laureliopsis · 
Nemuaron